# Hedychium thyrsiforme
Hedychium thyrsiforme là một loài thực vật có hoa trong họ Gừng. Loài này được Sm. mô tả khoa học đầu tiên năm 1811.